# 다니에우 마츠나가
다니에우 켄지 시우바 마츠나가(브라질 포르투갈어: Daniel Kenji Silva Matsunaga, 1988년 11월 28일~)는 브라질의 모델이자 배우이다. 필리핀에서 프로 축구 선수로 활동했으며 선수 은퇴 후 필리핀에서 배우로 활동하고 있다.